# Whitmell Hill
Whitmell Hill (* 12. Februar 1743 im Bertie County, Province of North Carolina; † 26. September 1797 bei Hamilton, North Carolina) war ein US-amerikanischer Politiker. Zwischen 1778 und 1780 war er Delegierter für North Carolina im Kontinentalkongress.

## Werdegang
Whitmell Hill besuchte die öffentlichen Schulen seiner Heimat. Anschließend studierte er an der University of Pennsylvania in Philadelphia. Dann kehrte er nach North Carolina zurück, wo er seine Plantage Hill’s Ferry im späteren Martin County aufbaute. In den 1770er Jahren schloss er sich der Revolutionsbewegung an. Er wurde Mitglied mehrerer revolutionärer Gremien seiner Heimat und diente als Oberstleutnant und Oberst während des Unabhängigkeitskrieges zeitweise in den amerikanischen Streitkräften. 1776 war er Delegierter auf dem Verfassungskonvent von North Carolina; im Jahr 1777 wurde er Abgeordneter im Repräsentantenhaus von North Carolina. Außerdem saß er zwischen 1778 und 1780 sowie in den Jahren 1784 und 1785 im Staatssenat. Von 1778 bis 1778 vertrat er North Carolina im Kontinentalkongress. Whitmell Hill starb am 26. September 1797 auf seiner Plantage im Martin County.